# Ácido bromídrico
'Ácido bromídrico ou ácido' hidribromídrico é formado pela dissolução de moléculas diatômicas de brometo de hidrogênio, HBr, em água.  Possui pKa de −9, fazendo-o um ácido mais forte do que o ácido clorídrico, porém mais fraco do que o ácido iodídrico. É um dos ácidos minerais mais fortes conhecidos.

## Propriedades
Quando em solução a 48 %, apresenta ponto de ebulição de 126 °C e densidade (20 °C/4 °C) de 1,49.
| Temperatura da água em °C | Solubilidade do HBr em água (Litros de HBr/Litro de H2O) |
| ------------------------- | -------------------------------------------------------- |
| 0                         | 612                                                      |
| 10                        | 582                                                      |
| 25                        | 533                                                      |
| 50                        | 468                                                      |
| 75                        | 406                                                      |
| 100                       | 345                                                      |

## Usos
O ácido bromídrico é normalmente usado para a produção de brometos inorgânicos, purificação de compostos alcóxi e fenóxi, substituição de grupos hidroxila, e a hidrobromação de alcenos. Também catalisa reações de alquilação e a extração de certos minérios.

## Síntese
Ácido bromídrico pode ser preparado em laboratório via a reação de Br2, SO2, e água. As preparações laboratoriais típicas envolvem a produção de HBr, o qual é então dissolvido em água.
Ácido bromídrico tem sido normalmente produzido industrialmente reagir bromo tanto com enxofre quanto fósforo e água. Entretanto, ele pode ser produzido eletroliticamente.. Ele pode ser preparado por tratar bromatos com ácidos não oxidantes tais como os ácidos fosfórico ou acético.
O ácido bromídrico é encontrável em várias concentrações e purezas.